# Saison 1994 de la Ligue canadienne de football
Chronologie
Saison précédente Saison suivante
1994 est la 37e saison de la Ligue canadienne de football et la 111e saison depuis la fondation de la Canadian Rugby Football Union en 1884.

## Événements
La Ligue canadienne de football poursuit son expansion aux États-Unis en accordant des franchises à trois nouvelles équipes en 1994. Ce sont le Posse de Las Vegas (Nevada), domicilié  au Sam Boyd Stadium, les Pirates de Shreveport (Louisiane), dont le stade est l'Independence Stadium, et une équipe de Baltimore (Maryland) qui devait prendre le nom de Colts mais en a été empêchée pour des raisons légales ;  elle joue au Memorial Stadium. Las Vegas rejoint Sacramento dans la division Ouest tandis que Shreveport et Baltimore jouent dans la division Est.
Compte tenu de ces nouvelles équipes, le format des séries éliminatoires utilisé en 1993 dans la division Ouest est étendu à la division Est : il y a deux demi-finales, l'une opposant l'équipe de première position à celle de quatrième et l'autre étant entre la deuxième et la troisième.
En février, l'homme d'affaires Bruce Firestone (en) achète les Rough Riders d'Ottawa de la famille Glieberman, permettant à ceux-ci de devenir propriétaires des Pirates de Shreveport.
En mai, à la suite de la mort de John Candy et de l'arrestation de Bruce McNall (en) pour fraude, le JLL Broadcast Group acquiert les Argonauts de Toronto.

## Classements
| Clt   | Équipe                   | PJ | V  | D  | N | BP  | BC  | Pts |
| ----- | ------------------------ | -- | -- | -- | - | --- | --- | --- |
| +001, | Blue Bombers de Winnipeg | 18 | 13 | 5  | 0 | 651 | 572 | 26  |
| +002, | Baltimore Football Club  | 18 | 12 | 6  | 0 | 561 | 431 | 24  |
| +003, | Argonauts de Toronto     | 18 | 7  | 11 | 0 | 504 | 578 | 14  |
| +004, | Rough Riders d'Ottawa    | 18 | 4  | 14 | 0 | 480 | 647 | 8   |
| +005, | Tiger-Cats de Hamilton   | 18 | 4  | 14 | 0 | 435 | 562 | 8   |
| +006, | Pirates de Shreveport    | 18 | 3  | 15 | 0 | 330 | 662 | 6   |

| Clt   | Équipe                           | PJ | V  | D  | N | BP  | BC  | Pts |
| ----- | -------------------------------- | -- | -- | -- | - | --- | --- | --- |
| +001, | Stampeders de Calgary            | 18 | 15 | 3  | 0 | 698 | 355 | 20  |
| +002, | Eskimos d'Edmonton               | 18 | 13 | 5  | 0 | 518 | 401 | 24  |
| +003, | Lions de la Colombie-Britannique | 18 | 11 | 6  | 1 | 604 | 456 | 22  |
| +004, | Roughriders de la Saskatchewan   | 18 | 11 | 7  | 0 | 512 | 454 | 20  |
| +005, | Gold Miners de Sacramento        | 18 | 9  | 8  | 1 | 436 | 436 | 12  |
| +006, | Posse de Las Vegas               | 18 | 5  | 13 | 0 | 447 | 622 | 12  |

## Séries éliminatoires

### Demi-finales de la division Ouest
- 12 novembre : Lions de la Colombie-Britannique 24 - Eskimos d'Edmonton 23
- 13 novembre : Roughriders de la Saskatchewan 3 - Stampeders de Calgary 36

### Finale de la division Ouest
- 20 novembre : Lions de la Colombie-Britannique 37 - Stampeders de Calgary 36

### Demi-finales de la division Est
- 12 novembre : Argonauts de Toronto 15 - Baltimore Football Club 34
- 13 novembre : Rough Riders d'Ottawa 16 - Blue Bombers de Winnipeg 26

### Finale de la division Est
- 20 novembre : Baltimore Football Club 14 - Blue Bombers de Winnipeg 12

### 82ecoupe Grey
- 27 novembre : Les Lions de la Colombie-Britannique gagnent 26-23 contre le Baltimore Football Club au BC Place Stadium à Vancouver (Colombie-Britannique).

## Honneurs individuels
- Joueur par excellence : Doug Flutie (QA), Stampeders de Calgary
- Joueur défensif par excellence : Willie Pless (en) (SEC), Eskimos d'Edmonton
- Joueur de ligne offensive par excellence :  Shar Pourdanesh (en) (BL), Baltimore Football Club
- Joueur canadien par excellence : Gerald Wilcox (en) (RÉ), Blue Bombers de Winnipeg
- Recrue par excellence : Matt Goodwin (en) (SEC), Baltimore Football Club